# Moldavische parlementsverkiezingen juli 2009
De Moldavische parlementsverkiezingen van 2009 werden op 29 juli 2009 gehouden.

## Na de verkiezingen in april
In eerste instantie waren er in 2009 al verkiezingen gehouden, namelijk in april. Die werden gewonnen door de Communistische Partij van president Vladimir Voronin, maar de oppositie zei dat er was gefraudeerd en eiste nieuwe verkiezingen. Protesten tegen de uitslag van de parlementsverkiezingen in Moldavië mondden begin april uit in de bestorming van het presidentieel paleis en het parlement in de hoofdstad Chisinau. Uit een vertrouwelijk rapport van de Organisatie voor Samenwerking en Ontwikkeling in Europa bleek dat demonstranten bij de rellen ernstig zouden zijn mishandeld. Bij de rellen raakten 90 mensen gewond, viel zeker één dode en werden 200 mensen gearresteerd.
Na de verkiezingen zou het nieuwe parlement een nieuwe president kiezen. Maar beide pogingen mislukten door een boycot van de oppositie, en daardoor was het noodzakelijk dat het parlement werd ontbonden en nieuwe verkiezingen werden uitgeschreven. Het Constitutionele Hof had daartoe opdracht gegeven.
Voor de ontbinding van het parlement werd de kiesdrempel verlaagd van 6% naar 5% en de minimale opkomst werd verlaagd van 50% naar 33% van de stemgerechtigden.

## Peilingen
Een peiling in juli gaf aan dat de PCRM slechts 29,7% van de stemmen zou behalen, tegenover ruim 40% voor de oppositie (inclusief PCRM-overloper Marian Lupu). PCRM-leider Voronin sluit een "grote coalitie" met de oppositie niet uit, mocht de uitslag wederom onbeslist zijn.

## Uitslag
| Partij                                                                                   | Stemmen | % april | % juli | Verschil % | Zetels april | Zetels juli | Verschil zetels |
| ---------------------------------------------------------------------------------------- | ------- | ------- | ------ | ---------- | ------------ | ----------- | --------------- |
| Communistische Partij van Moldavië (Partidul Comuniștilor din Republica Moldova, PCRM)   | 706.732 | 49,48%  | 44,69% | −4,79%     | 60           | 48          | -12             |
| Liberaal-Democratische Partij van Moldavië (Partidul Liberal Democrat din Moldova, PLDM) | 262.028 | 12,43%  | 16,57% | +4,14%     | 15           | 18          | +3              |
| Liberale Partij van Moldavië (Partidul Liberal, PL)                                      | 232.108 | 13,13%  | 14,68% | +1,55%     | 15           | 15          | 0               |
| Democratische Partij (Partidul Democrat din Moldova, PDM)                                | 198.268 | 2,97%   | 12,54% | +9,57%     | 0            | 13          | +13             |
| Partij-Alliantie ons Moldavië (Partidul Alianța Moldova Noastră, PAMN)                   | 116.194 | 9,77%   | 7,35%  | −2,42%     | 11           | 7           | -4              |
| Totaal                                                                                   |         |         | '      |            | 101          | 101         |                 |

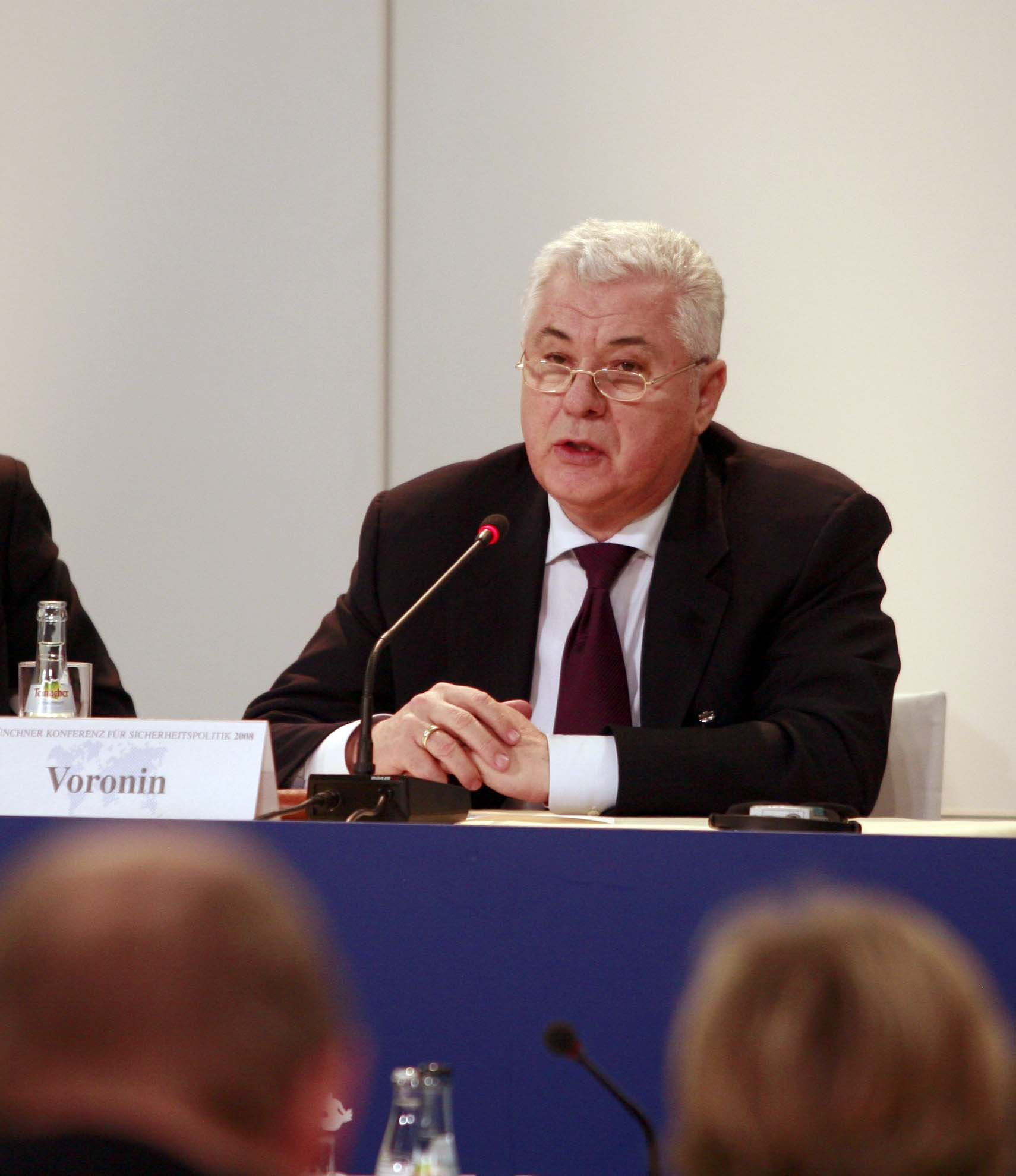
Vladimir Voronin (PCRM)
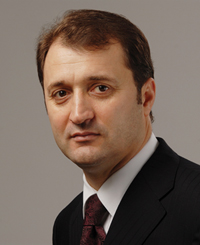
Vlad Filat (PLDM)
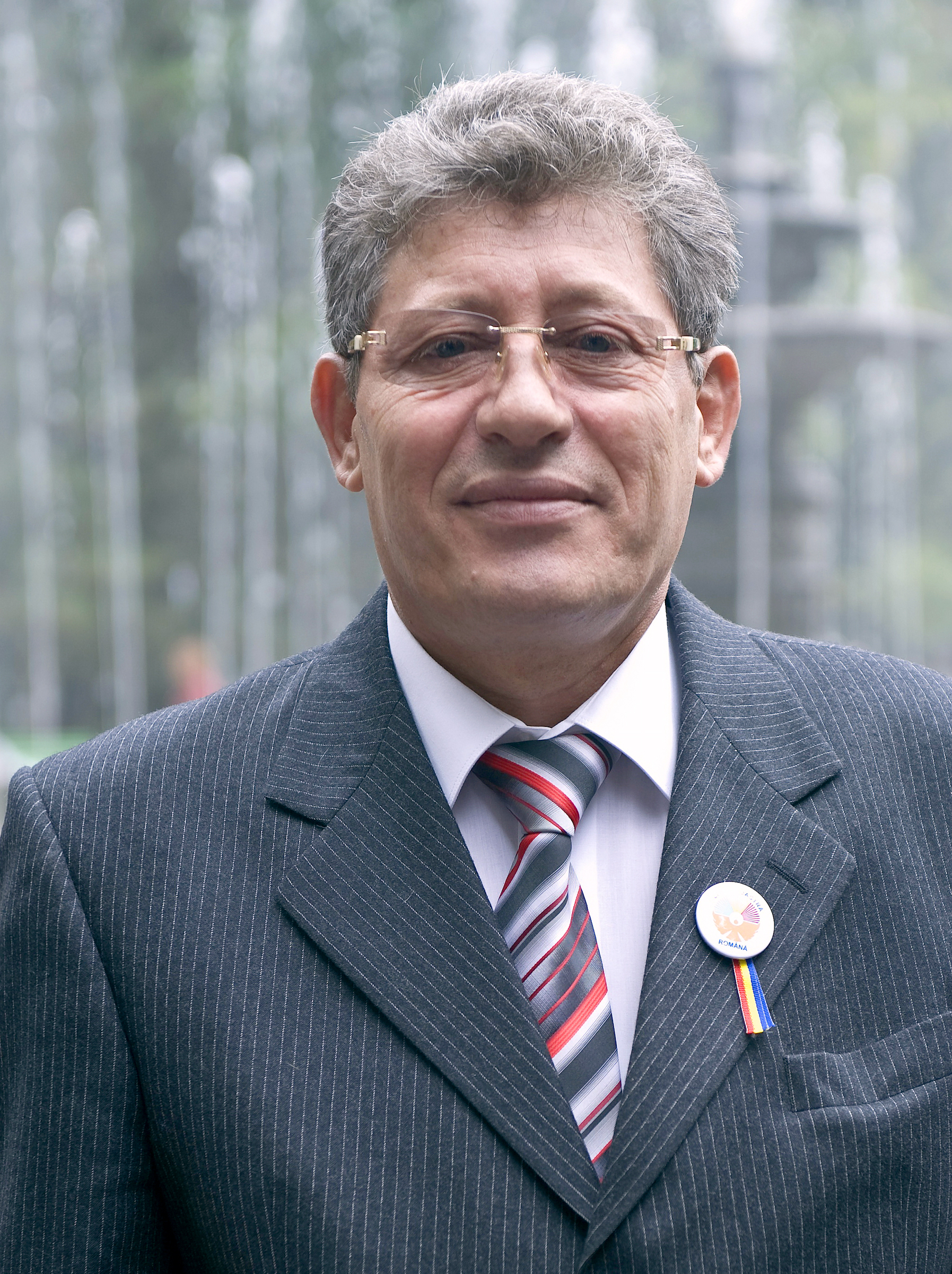
Mihai Ghimpu (PL)

## Presidentsverkiezing
Na de verkiezingen waren de verhoudingen in het parlement veranderd. Niet langer waren de communisten aan de macht met een absolute meerderheid; de oppositie besloot zich te verenigen onder de naam "Alliantie voor Europese Integratie". De doelstellingen van deze alliantie zijn onder andere het land door de economische en sociale crisis te slepen, economische groei te realiseren, gebieden re-integreren, Europese integratie en een gebalanceerd, consistent en verantwoordelijk buitenlands beleid te voeren. De coalitie wil een samenwerkingsverband aangaan met de Europese Unie, en strategische relaties hebben met Rusland en de Verenigde Staten. De coalitie beschikt over 53 van de 101 zetels in het parlement, niet genoeg om een nieuwe president te kiezen. De coalitie schoof Marian Lupu, de voormalige communistische parlementsvoorzitter, naar voren als kandidaat voor het presidentschap. Het bleek echter moeilijk om een nieuwe president te kiezen. Op 11 september trad president Vladimir Voronin af, en werd parlementsvoorzitter Mihai Ghimpu interim-president van het land, totdat een nieuwe president gekozen zou zijn.
De stemronde van 23 oktober werd voor onbepaalde tijd opgeschort omdat er maar één kandidaat was, terwijl er minstens twee kandidaten moeten zijn volgens de grondwet. Uiterlijk 11 november moest bekend zijn wie dat werden, anders zouden wederom nieuwe verkiezingen volgen, ditmaal in begin 2010. Om een nieuwe president te kiezen, moeten er 60 parlementariërs op een kandidaat, en daarom moesten minimaal 7 communistische parlementariërs voor Ghimpu stemmen, wilde hij gekozen worden. Dit was echter tegen de partijlijn in.